# Iván Casas
Iván Mauricio Casas Buitrago (* 12. Juni 1980 in Tunja) ist ein kolumbianischer Radrennfahrer.

## Karriere
Ivan Casas gewann 2005 eine Etappe beim Clásica Ciudad de Girardot und beim Doble Copacabana Grand Prix Fides, wo er auch jeweils Gesamtzweiter wurde. In der Saison 2006 gewann er wieder ein Teilstück des Doble Copacabana Grand Prix Fides und er wurde nationaler Vizemeister im Straßenrennen. Seit 2007 fuhr Casas für das kolumbianische Continental Team Boyaca Es Para Vivirla-Marche. In seiner ersten Saison dort gewann er eine Etappe beim Giro della Regione Friuli Venezia Giulia in Italien. Außerdem war er bei der Vuelta a Boyacà zweimal erfolgreich und gewann die Gesamtwertung. Die Vuelta a Boyacá gewann er auch 2010.
2008 wurde Iván Casas, Sohn des Präsidenten des kolumbianischen Radsportverbands Plinio Casas, bei einer Dopingkontrolle positiv auf Nandrolon getestet, vom kolumbianischen Verband jedoch freigesprochen. 2012 verweigerte er bei der Vuelta a Antioquia die Dopingkontrolle, wieder ohne Sanktionen durch den kolumbianischen Verband. Gegen beide Entscheidungen legte die WADA Einspruch beim Internationalen Sportgerichtshof ein, der Casas 2013 für zwei Jahre sperrte und alle Ergebnisse ab Mai 2012 strich.

## Erfolge
2005
- eine Etappe Doble Copacabana Grand Prix Fides

2006
- eine Etappe Doble Copacabana Grand Prix Fides

2007
- eine Etappe Giro della Regione Friuli Venezia Giulia

2010
- Amerikameister – Einzelzeitfahren
- eine Etappe Vuelta a Venezuela

2011
- Gesamtwertung Vuelta Ciclista del Uruguay[3]
- Kolumbianischer Meister – Einzelzeitfahren
- Gesamtwertung Vuelta Ciclista Chiapas

2012
- Kolumbianischer Meister – Einzelzeitfahren
- eine Etappe Vuelta a Chiriquí, Panama

## Teams
- 2007 Boyacá es Para Vivirla-Marche
- 2010 Boyacá Orgullo de América